# Avatar 3
Avatar 3 serà una pel·lícula estatunidenca en desenvolupament pertanyent al gènere del cinema èpic i la ciència-ficció dirigida, produïda i coescrita per James Cameron. És la segona de les quatre seqüeles planificades de la seva pel·lícula Avatar. Serà una seqüela directa d'Avatar: The Way of Water (2022), cosa que la converteix cronològicament en la tercera pel·lícula de la franquícia Avatar. Cameron està produint la pel·lícula amb Jon Landau, amb Rick Jaffa i Amanda Silver anunciats originalment com els seus co-escriptors; més tard es va declarar que Cameron, Jaffa, Silver, Josh Friedman i Shane Salerno prenguessin part en el procés d'escriptura de totes les seqüeles abans de ser assignats per acabar els guions per separat, fent que els crèdits de guió eventuals siguin confusos. S'espera que els membres de l'elenc Sam Worthington, Zoe Saldaña, Stephen Lang, Sigourney Weaver, Joel David Moore, CCH Pounder, Dileep Rao i Matt Gerald tornin de les dues primeres pel·lícules. Tambe estaran Kate Winslet, Michelle Yeoh, David Thewlis, Oona Chaplin, Stephen Lang, Edie Falco i Jemaine Clement.

## Actors
- Sam Worthington com a Jake Sully, un exhumà que es va enamorar de Neytiri i es va fer amic dels Na'vi després d'esdevenir part del Programa Avatar, i finalment es va posar del seu costat en el seu conflicte amb els humans i els va portar a la victòria; al final de la primera pel·lícula, es converteix en el nou líder dels Omaticaya (el clan Na'vi al centre de la història) i transfereix la seva ment al seu avatar de forma permanent.
- Zoë Saldaña com a Neytiri, consort de Jake, filla de l'anterior cap del clan.
- CCH Pounder com a Mo'at, el líder espiritual dels Omaticaya i la mare de Neytiri.
- Cliff Curtis com a Tonowari, el líder del clan de persones de l'escull de Metkayina.

## Producció
El 31 de juliol de 2017, es va anunciar que l'estudi d'efectes visuals amb seu a Nova Zelanda, Weta Digital, havia començat a treballar a les seqüeles d'Avatar.

### Repartiment
L'agost del 2017, Matt Gerald havia signat oficialment per representar el paper de la seva primera pel·lícula, el caporal Lyle Wainfleet, en totes les properes seqüeles. No només tornaria a les quatre seqüeles, sinó que també seria el dolent principal a les quatre pel·lícules. El 25 de gener de 2018, es va confirmar que Dileep Rao tornaria com el Dr. Max Patel.

### Rodatge
El rodatge d'Avatar: The Way of Water i 3 va començar simultàniament el 25 de setembre de 2017 a Manhattan Beach, Califòrnia.31 El 14 de novembre de 2018, Cameron va anunciar que la filmació amb l'elenc principal s'havia completat. La filmació de les següents dues seqüeles començarà després d'acabar la postproducció de les dues primeres seqüeles.

## Estrena
Avatar 3 està programat per ser llançat el 20 de desembre de l'any 2024 per 20th Century Studios, dos anys després de l'estrena d'Avatar: The Way of Water al desembre de l'any 2022.

### Seqüeles
Avatar 3 és la segona de quatre seqüeles planificades per a Avatar; Avatar 3 va començar a filmar-se simultàniament amb Avatar: The Way of Water a Nova Zelanda el 25 de setembre de 2017. Giovanni Ribisi, Joel David Moore, Dileep Rao, Matt Gerald i Oona Chaplin han estat anunciats per Avatar 3.
S'espera que Avatar 4 i 5 comencin a rodar-se tan aviat com s'acabin Avatar: The Way of Water i Avatar 3.
Tot i que les dues últimes seqüeles han estat anunciades, Cameron va declarar en una entrevista el 26 de novembre del 2017: "Siguem realistes, si Avatar: The Way of Water i 3 no guanyen prou diners, no n'hi haurà una 4 i 5". El membre del repartiment David Thewlis va confirmar més tard, el febrer de 2018, indicant que "estan fent 2 i 3, que veuran si la gent els veuran, i després en faran la 4 i 5.